# Modélisme militaire

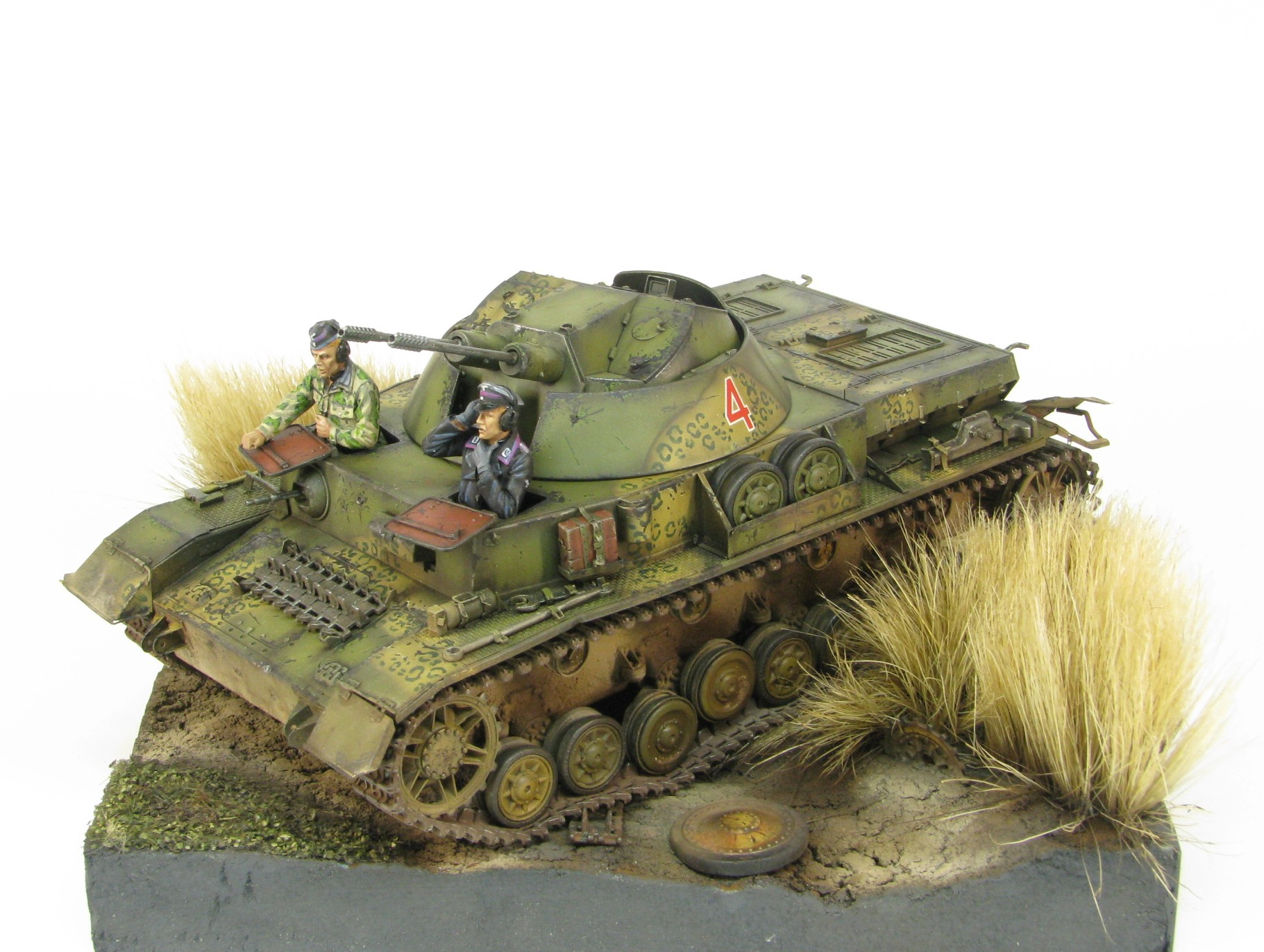
Modèle réduit de Flakpanzer IV à l'échelle 1/35

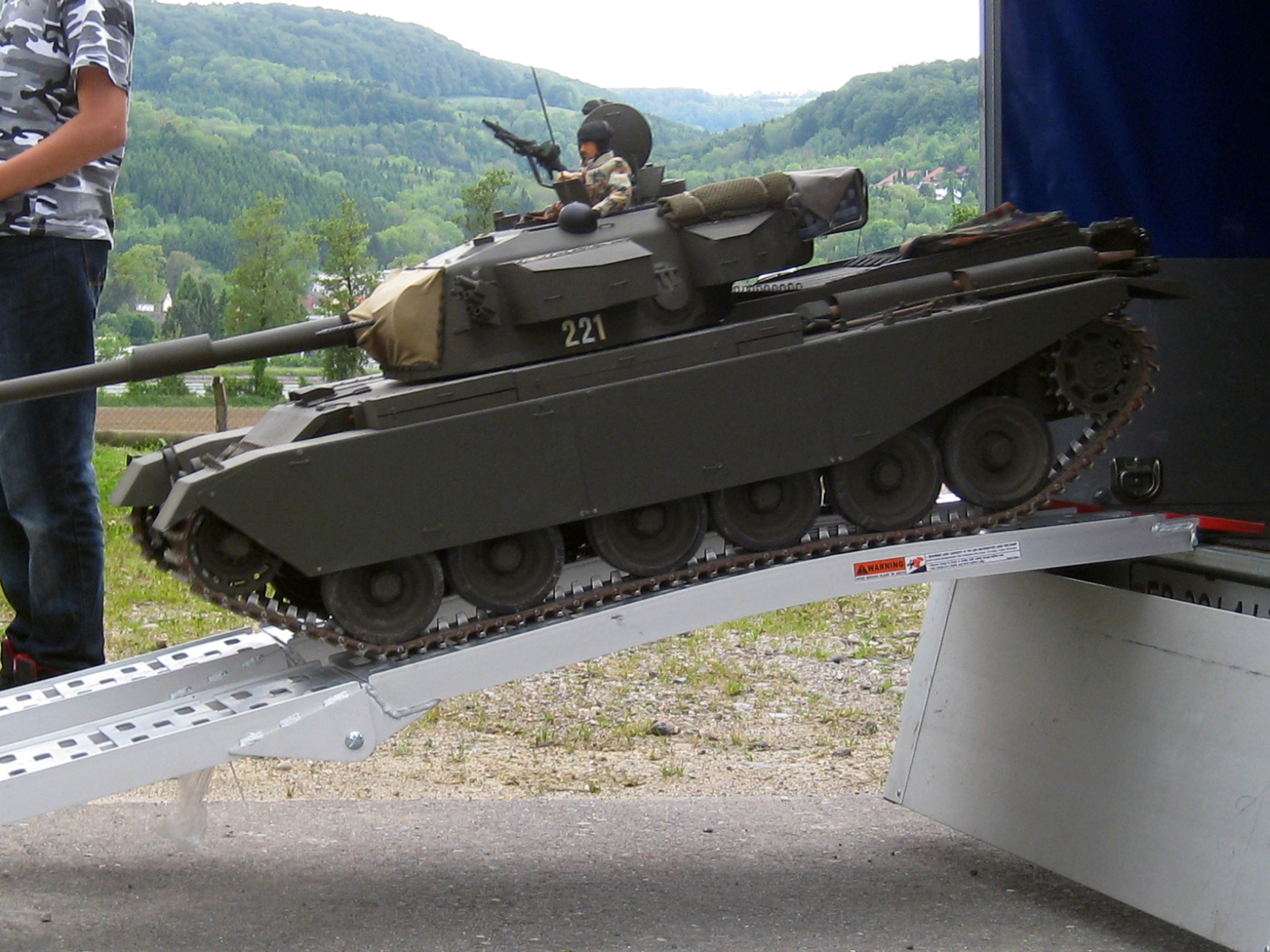
Modèle char Centurion en Suisse

Le modélisme militaire, ou maquettisme militaire, est un loisir (certains disent un art) consistant à reproduire à une échelle donnée un ou plusieurs éléments d'une force armée (principalement des avions et des blindés). Il peut donc s'agir d'un seul élément reproduit ou de toute une scène reproduisant une bataille réelle ou fictive. Le modèle réduit peut être représenté pour lui-même ou mis en scène sur un diorama.

## Description
Les échelles les plus fréquentes sont le 1/72, 1/48 et le 1/35.
Une attention particulière est portée, lors du montage, à la conformité historique. Cela implique, pour le maquettiste, la recherche de documents d'époque, essentiellement des photos, afin de déterminer au mieux les couleurs, les marquages ou les usages particuliers de l'engin représenté.
À l'achat, une maquette militaire se présente le plus souvent sous la forme d'un kit en plastique moulé. Le maquettiste doit alors préparer les pièces, les coller et les peindre, en ajoutant souvent des détails supplémentaires afin de rendre le modèle réduit le plus conforme possible à l'engin réel à reproduire. Les pièces de détaillage, souvent en résine ou en photodécoupe, peuvent provenir d'un autre kit ou de la production réalisée par un artisan spécialisé. L'ensemble est mis en peinture et souvent patiné (usure, rouille, traces de boue, etc.) afin de reproduire un engin opérationnel.
La réalisation d'un diorama de présentation reprend le plus souvent des techniques développées dans le modélisme ferroviaire.
Dans le cadre de la reproduction d'avions et d'hélicoptères, les modélistes se rattachent aussi bien au modélisme militaire ou à l'aéromodélisme. La mise en scène de personnages, sans la présence d'un matériel militaire, est quant à elle le plus souvent rattachée au figurinisme.
Le modélisme militaire peut être utilisé aussi dans le cadre de wargames, qui nécessitent, pour une partie, des figurines et des véhicules miniatures.